# Syrphophagus flavitibiae
Syrphophagus flavitibiae är en stekelart som först beskrevs av De Santis 1964.  Syrphophagus flavitibiae ingår i släktet Syrphophagus och familjen sköldlussteklar. Inga underarter finns listade i Catalogue of Life.